# Западноатлантический удильщик
Западноатлантический удильщик (лат. Lophius gastrophysus) — вид морских лучепёрых рыб из семейства удильщиковых отряда удильщикообразных. Встречается в западной части Атлантического океана от Северной Каролины до севера Мексиканского залива и далее до Аргентины. Придонная рыба, обитающая на глубине от 40 до 700 м. Максимальная длина тела 60 см .
Промысловая рыба. Мировые уловы достигали 9,2 тысяч тонн в 2001 году. В основном добывает Бразилия .